# Polvos mágicos
Pour plus de détails, voir Fiche technique et Distribution.
Polvos mágicos, également connu sous le titre Lady Lucifera, est une comédie horrifique hispano-italienne réalisée par José Ramón Larraz et sortie en 1979.

## Synopsis
Arturo et son ami Paco arrivent dans un château où réside Dame Sulfurina, la fiancée de Paco. Une fois dans le château, ils découvrent que Sulfurina est une sorcière qui a fait un pacte avec le diable, lequel lui a accordé la jeunesse éternelle à condition qu'elle sacrifie ses maris l'un après l'autre.

## Fiche technique
- Titre original espagnol : Polvos mágicos[1]
- Titre italien : Lady Lucifera[2]
- Réalisation : José Ramón Larraz
- Scenario : Mauro Ivaldi, José Ramón Larraz
- Photographie :	Gábor Pogány
- Montage : José Luis Matesanz
- Musique : Stelvio Cipriani
- Décors : Carla Cocca, Antonio de Miguel
- Production : Enrique Bellot, Francesco Campitelli, José Frade
- Société de production : New Movie Production (Rome), José Frade Producciones Cinematográficas S.A. (Madrid)
- Pays de production :  Italie -  Espagne
- Langue originale : espagnol
- Format : couleurs par Eastmancolor
- Durée : 89 minutes
- Genre : comédie horrifique
- Dates de sortie :
  - Espagne : 26 octobre 1979

## Distribution
- Carmen Villani : Sulfurina (Lady Lucifera en version italienne)
- Alfredo Landa : Arturo
- Vincenzo Crocitti : Paco
- Elisa Montés : Alberta
- Assumpta Serna : Carlotta
- Carmen de Lirio : Comtesse
- José María Caffarel : comte
- Carlos Lucena : prêtre
- Eduardo Fajardo : majordome
- Maria Vico : Zulema
- Trini Alonso : Anna
- José Nieto : juge